# Fehlbrandziegel
Ein Fehlbrandziegel ist ein  Mauerziegel, der durch einen Fehler beim Brennen entstanden ist. Er hat meist eine schlechtere Qualität, wird aber in der Architektur wegen seiner besonderen Optik manchmal bewusst eingesetzt. Bei Fehlbrandziegeln unterscheidet man Schmolzziegel, Schwachbrandziegel, Blähziegel und Fehlfarbenziegel.

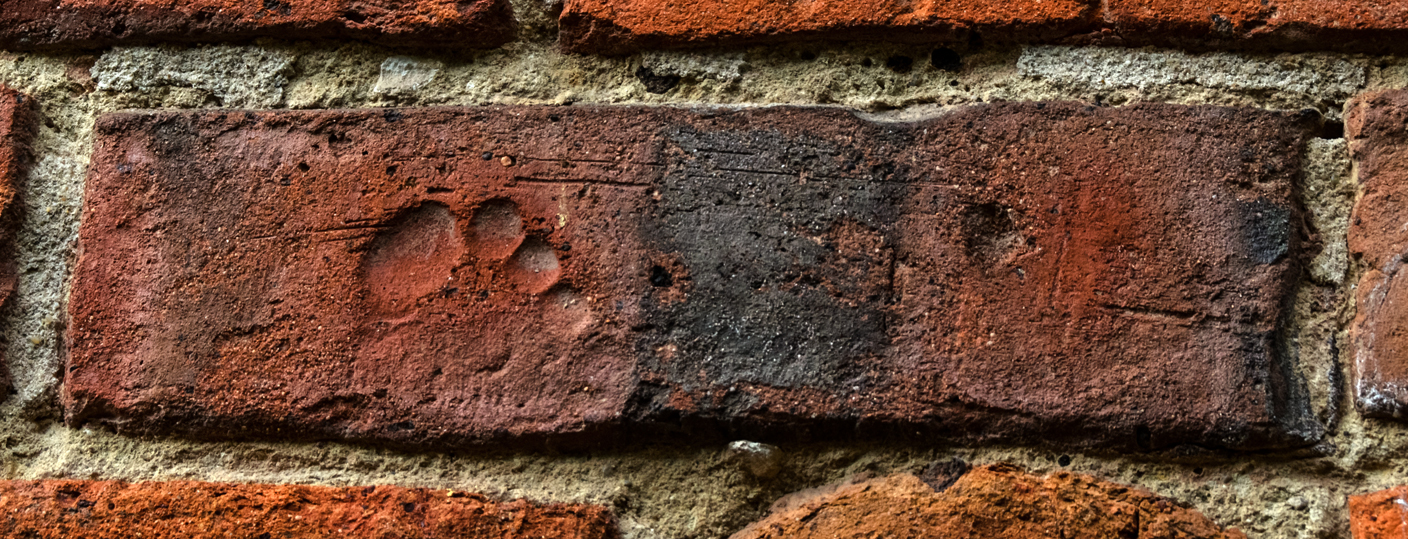
Fehlfarbenziegel mit Fußabdruck

## Fehlfarbenziegel
Als Fehlfarbenziegel werden alle Fehlbrandziegel bezeichnet, die durch den Brennvorgang eine andere als die ursprüngliche erwünschte Ziegelfarbe erhalten haben. Ursachen können falsches Anwärmen sein, Fehler beim Brennen bzw. beim Abkühlen. Die Farbe der Ziegel nach dem Brennen hängt auch von den im Rohstoff enthaltenen Mineralien ab. Eine falsche oder ungleichmäßige Zusammensetzung des Rohstoffes kann ebenfalls zu unerwünschten Fehlfarben führen.

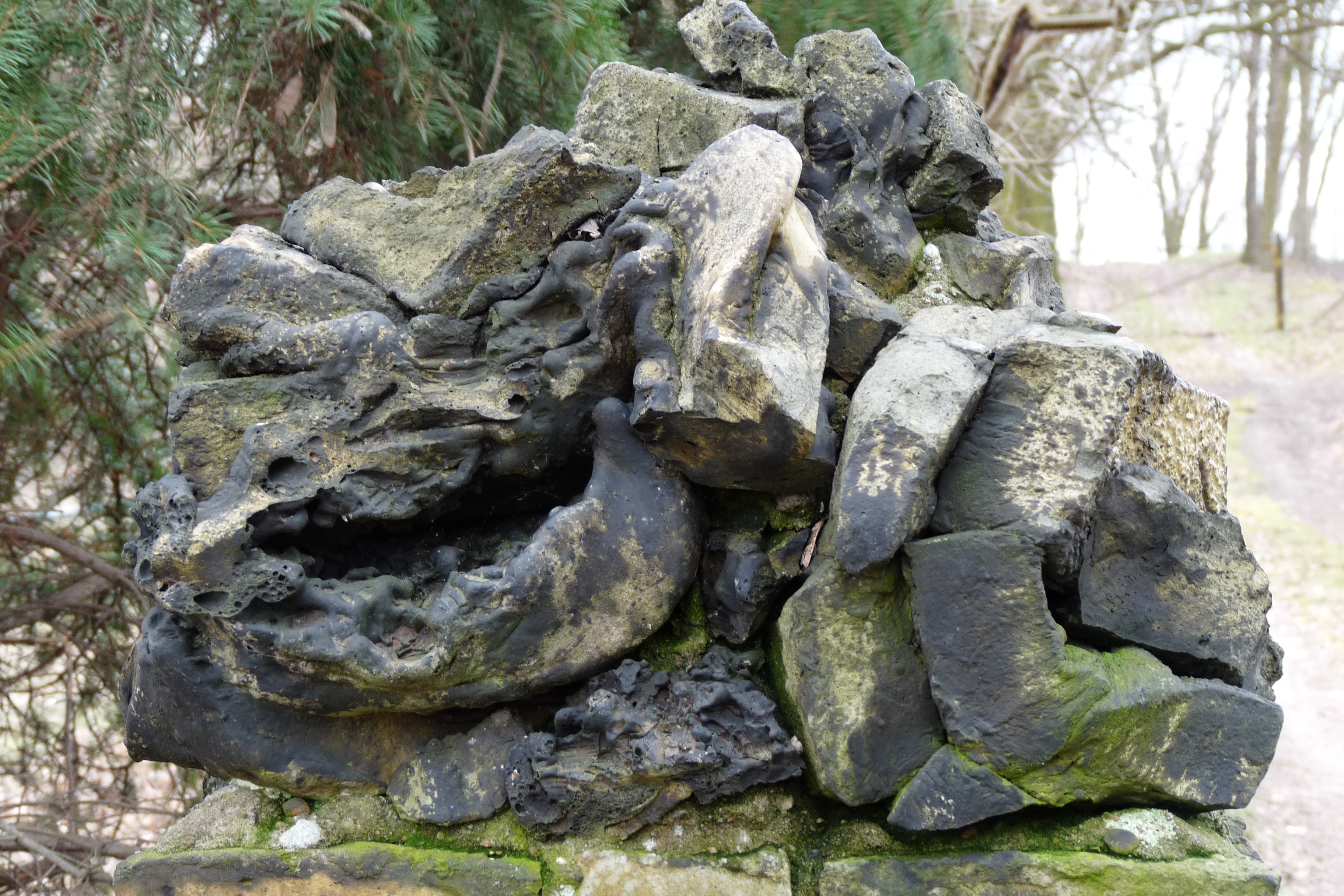
Schmolz als Schmuckelement auf Torpfeilern

## Schmolzziegel
Schmolzziegel sind Ziegel, die beim Brennvorgang über den sogenannten Garbrand hinaus zu viel Hitze abbekamen. Sie schmolzen an der Oberfläche und manchmal auch in ihrem Gefüge.

## Blähziegel
Als Blähziegel wird ein Ziegel bezeichnet, bei dem sich nach dem Dichtbrennen, dem Versiegeln der Oberfläche, im Innern noch Gaseinschlüsse befinden bzw. sich Gase bilden. Diese Gase dehnen sich aus und können nicht entweichen. Der Ziegel bläht sich dadurch auf, verformt sich und reißt auf. Durch das Verformen bzw. Aufplatzen entsteht ein Ziegel minderer Qualität. Die Qualität der im Brennofen angrenzenden Ziegel kann beeinträchtigt werden und zu Ausschuss führen.

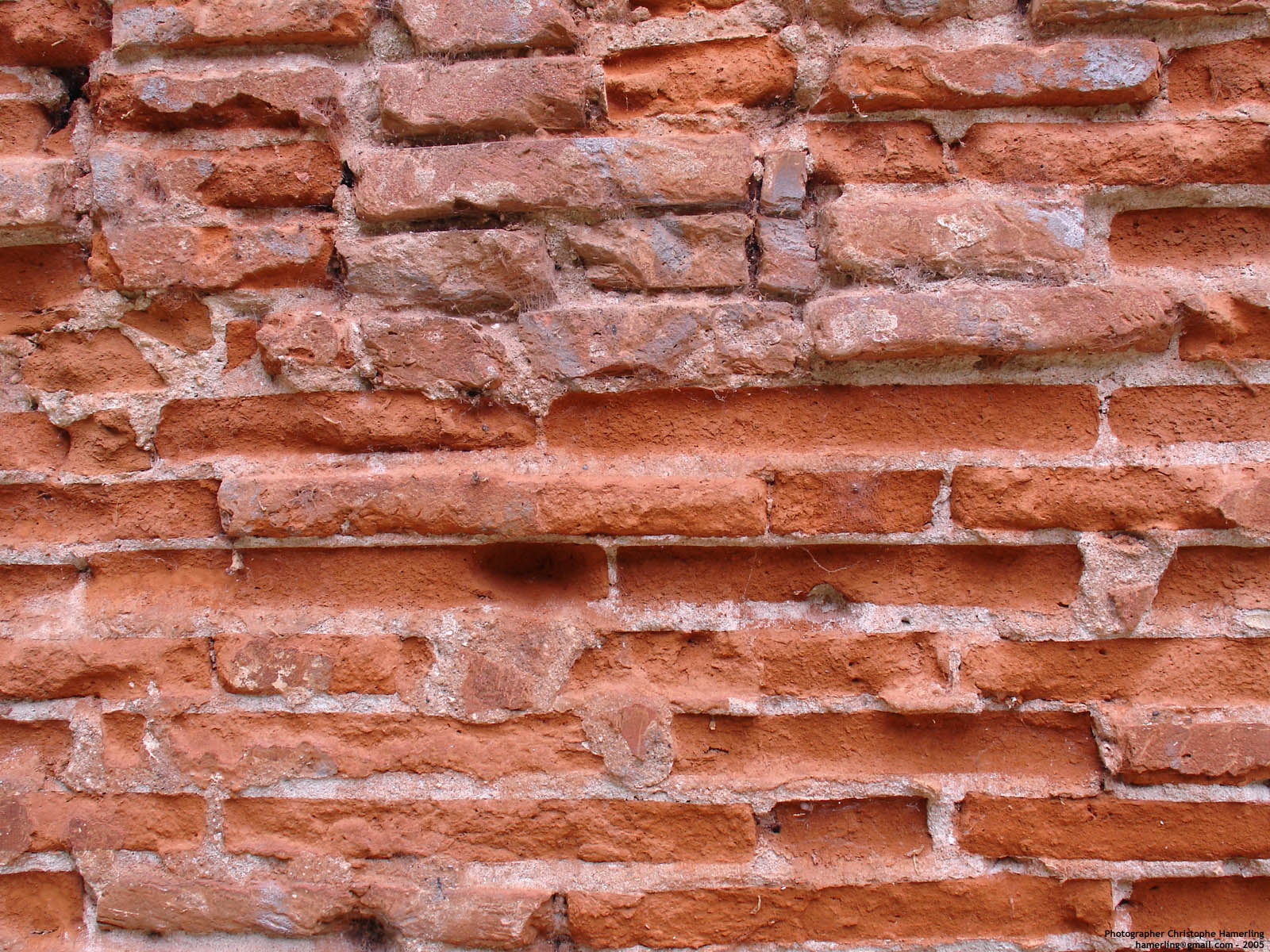
Absandende alte Ziegel

## Schwachbrandziegel
Ursache für den Schwachbrandziegel, auch Weichbrandziegel, ist eine zu niedrige und ungleichmäßige Brenntemperatur, wie sie in vorindustrieller Zeit des Öfteren vorkam, wenn die Garbrandtemperatur nicht erreicht wurde. Er ist mürbe und weist nur geringe Druckfestigkeit auf. Der Ziegel ist nicht frostbeständig und hat eine hohe Wasseraufnahmefähigkeit. Er besitzt kein festes Gefüge und ist anfällig für eine Vielzahl verschiedener Schadensbilder wie das Aufblättern und das Absanden.